# Пампанини, Ренато
Ренато Пампанини (итал. Renato Pampanini, 1875—1949) — итальянский ботаник, миколог и птеридолог.

## Биография
Ренато Пампанини родился в 1875 году в коммуне Вальдоббьадене в Италии.
Учился в университетах Женевы, Лозанны и Фрибура
Также Пампанини известен своими научными работами, посвящёнными флоре Северной Африки и архипелага Додеканес.
Ренато Пампанини умер в 1949 году в коммуне Витторио-Венето.

## Некоторые растения, названные в честь Р. Пампанини
- Gagea ×pampaninii A.Terracc., 1914
- Lonicera pampaninii H.Lév., 1911
- Rhinanthus pampaninii Chabert, 1905
- Sedum pampaninii Raym.-Hamet, 1913
- Wikstroemia pampaninii Rehder, 1916